# Koldt udenfor
Koldt udenfor è un singolo del rapper danese Gilli, pubblicato il 18 ottobre 2016. 

## Tracce
1. Koldt udenfor – 3:44